# Cimmerius tasmaniensis
Cimmerius tasmaniensis is een zeekommasoort uit de familie van de Ceratocumatidae. De wetenschappelijke naam van de soort is voor het eerst geldig gepubliceerd in 2004 door Petrescu.